# 杜費克山 (伊利沙伯女皇地)
82°36′S 52°30′W / 82.600°S 52.500°W
杜費克山（英語：Dufek Massif）是南極洲的山峰，位於伊利沙伯女皇地，屬於彭薩科拉山脈的一部分，全長50公里，面積11,668平方公里，最高點是海拔高度2,150米的英格蘭峰，在1956年1月13日由美國海軍發現。